# Simfonia núm. 1 (Martinů)
La Simfonia núm. 1, H. 289, és una composició orquestral del compositor txec Bohuslav Martinů. Es va estrenar el 13 de novembre de 1942 a Boston, interpretada per la Boston Symphony Orchestra i dirigida per Serge Koussevitzky.
És la primera veritable simfonia escrita per Martinů quan ja tenia 52 anys. Segons el mateix autor, el seu tardà intent es devia al fet que fins llavors no es trobava prou preparat per a la realització d'una tasca simfònica important. Serge Koussevitzky li va encarregar el 1942 que escrigués una simfonia dedicada a la seva última esposa recentment morta i va acceptar l'oferta realment per raons econòmiques.

## Origen i context

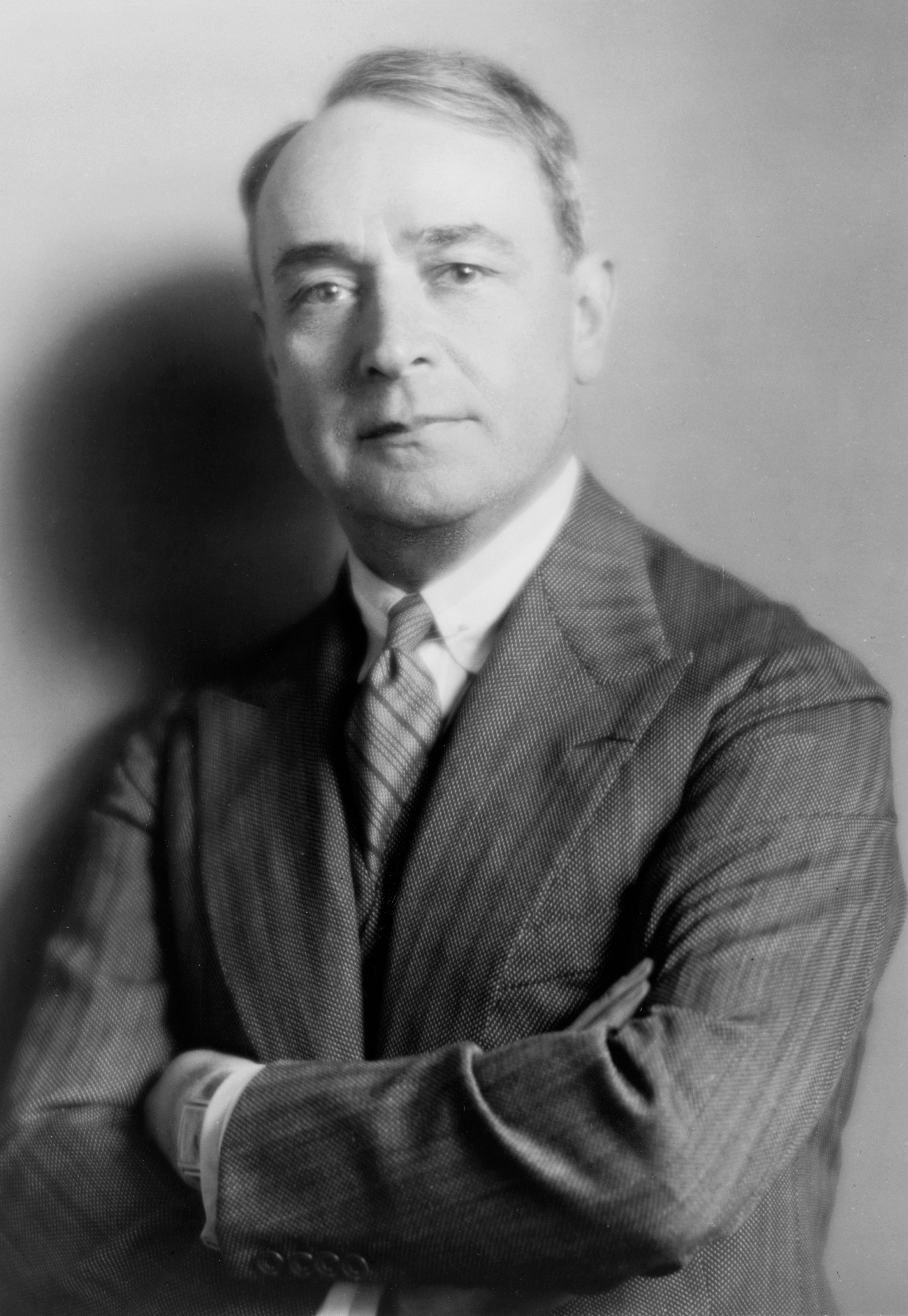
Serge Koussevitzky, director que va encarregar aquesta simfonia a Martinů a través de la seva fundació

El 12 de gener de 1942, Martinů va deixar França per anar a Lisboa i, finalment, a Nova York el 31 de març. Encara no feia un any que era als Estats Units quan, el 19 de desembre de 1941, va escriure una carta al director rus emigrat Serge Koussevitzky en la qual expressava el seu desig de compondre una simfonia per a l'Orquestra Simfònica de Boston per a la següent temporada. En resposta, a principis de 1942 Koussevitzky va encarregar una obra per a gran orquestra en memòria de la mort de la seva muller Natalie. De fet, el director la va voler honorar encarregant un seguit d'obres als músics més rellevants del moment mitjançant la Fundació Koussevitzky. Arran d'aquesta petició, Bartók escriuria el Concert per a orquestra, Stravinski una Oda, Milhaud la Segona Simfonia i Marc Blitzstein l'òpera Regina.
Malgrat la llibertat oferta en l'encàrrec, Martinů va persistir en la seva intenció per emprendre la forma ambiciosa de la simfonia, amb la intenció de fer-se conèixer en la vida musical americana. De fet, Martinů ja havia pensat a escriure una simfonia per a Koussevitzky el 1928, però va acabar sent una peça bastant enigmàtica anomenada La Symphonie, un títol descriptiu més que estructural, més tard canviat a La Rhapsodie.
La simfonia va ser escrita durant tres mesos. Els quatre moviments estan datats, respectivament, a Jamaica el 21 de maig, a Middlebury el 26 de juny, al llac Mah-Kee-Nac, Massachusetts, el 14 de juliol i Monomet, Massachusetts, l'1 de setembre de 1942, mentre Martinů ensenyava al Berkshire Music Center.

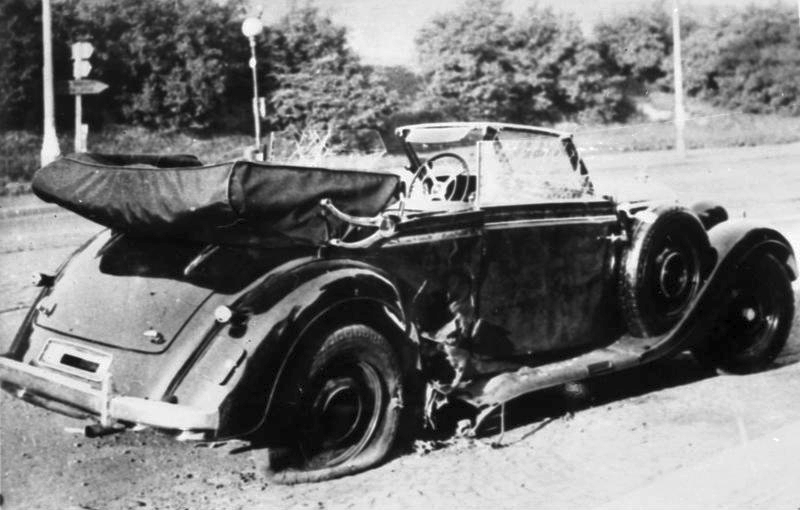
Tal com va quedar el cotxe de Reinhard Heydrich després de l'atemptat

Expulsat de la seva ciutat d'adopció, París, per part dels nazis, Martinů es va establir als Estats Units i va observar des de la distància com els terribles esdeveniments de la Segona Guerra Mundial s'anaven desenvolupant a Europa. Martinů va compondre aquesta simfonia en un moment en què estava molt afectat per la Massacre de Lidice. Durant la invasió alemanya de Txecoslovàquia, s'estableix el protectorat de Bohèmia-Moràvia. Reinhard Heydrich, antic cap de la Gestapo, és nomenat vice-reichsprotektor d'aquest territori. Instal·lat al castell de Praga es comporta com un autèntic virrei i aviat la població sentiria els rigors de la seva sistemàtica repressió. Per això comença a ser conegut com el carnisser de Praga. Per atraure la massa treballadora txeca, va beneficiar les condicions de treball, amb la qual cosa semblava que podia controlar la resistència nacionalista txeca. Edvard Beneš, el president de Txecoslovàquia en l'exili de Londres, preocupat per aquest motiu, va decidir la realització d'un acte per motivar de nou l'esperit nacionalista de la seva pàtria. Dos sotsoficials txecs es van llançar en paracaigudes amb l'objectiu d'eliminar Heydrich, cosa que van aconseguir el 27 de maig de 1942 llançant una granada sobre el seu cotxe.
Aquest fet va provocar una forta repressió per part alemanya. Hitler va ordenar la destrucció de la petita població de Lidice, situada a la rodalia de Praga en ser acusats els seus habitants d'haver donat aixopluc als resistents. Va ser envoltada per unitats nazis el 10 de juny de 1942, que varen afusellar tots els homes (uns dos-cents) i les dones i els nens van ser enviats a camps de concentració. Els edificis van ser cremats i el terra va ser anivellat; no va quedar res, ni tan sols el cementiri.
L'agost de 1943 va compondre una altra obra en què reflectia la seva preocupació pels esdeveniments: Memorial to Lidice.

## Representacions
La partitura va ser completada l'1 de setembre de 1942 a Manomet, Massachusetts, i va ser estrenada el 13 de novembre de 1942 a Boston per l'Orquestra Simfònica de Boston, amb actuacions posteriors a Nova York el 21 de novembre de 1942 i el 7 de gener de 1943, totes dirigides per Serge Koussevitzky.
L'estrena va ser un dels èxits nord-americans més notables de Martinů. Koussevitzky va comentar a un grup de crítics que «no es pot canviar ni una sola nota... és una simfonia clàssica» i que «fa almenys trenta-cinc anys que no havia tingut una partitura tant perfecta a les seves mans». El crític musical del New York Herald Tribune, Virgil Thompson, va remarcar que Martinů era el successor del seu compatriota Smetana. Entre el públic entusiasta que va assistir a l'estrena de la peça hi havia Misha Elman, llavors al cim de la seva fama i l'èxit. El virtuós es va acostar immediatament a Martinů amb la petició de compondre un concert per a violí per a ell. Martinů li va lliurar la peça, el Concert per a violí núm. 2, l'abril de 1943.
Poc temps més tard l'obra es va presentar a Europa dirigida per Ernest Ansermet i Charles Münch.

## Instrumentació
La simfonia fou composta per a dues flautes, flautí, dos oboès, corn anglès, tres clarinets, dos fagots, contrafagot, quatre trompes, tres trompetes, tres trombons, tuba, timbales, percussió (platerets, tam-tam, triangle, bombo, caixa, pandereta), arpa, piano i cordes. Martinů mantindrà una instrumentació semblant en les seves següents simfonies.

## Anàlisi
La simfonia es troba en els quatre moviments tradicionals:
1. Moderato—Poco più mosso
2. Scherzo: Allegro—Poco moderato
3. Largo
4. Allegro non troppo

## Enregistraments
- Bohuslav Martinů: Simfonia núm. 1; Invencions. Czech Philharmonic Orquestra (amb Emil Leichner, piano, en Invencions), Václav Neumann, dtor. Enregistrat 8, 9, 14, i 15 febrer 1977 al Dvořák Sala de Rudolfinum, Praga (Simfonia) i 3–4 març 1977 al Supraphon Estudi, Casa d'Artistes, Praga (Invencions). Enregistrament de LP, quadrifònic. Supraphon 4 10 2166. Txecoslovàquia: Supraphon, 1978. La simfonia reestrenada en CD (estèreo), juntament amb la simfonia núm. 2 de Martinů, Supraphon 11 1966-2 011. Txecoslovàquia: Supraphon, 1994.
- Bohuslav Martinů: Simfonia núm. 1; Simfonia núm. 2. Berliner Sinfonie-Orchester, Claus Peter Flor, dtor. Enregistrat 21–24 febrer (núm. 1) i 29–30 maig (núm. 2), 1989, a l'església Christus, Berlín, DDR. Clàssics de BMG. Enregistrament de CD, estèreo. RD de Victor del RCA 60154. Cinta de casset, estèreo. RCA Victor Red Seal 60154-4-RC. [N.p.]: RCA Victor Red Seal, 1990.
- Bohuslav Martinů: Simfonia núm. 1; Simfonia núm. 5. Orquestra Nacional escocesa reial, Bryden Thomson, dtor. Enregistrat 17 i 19 d'abril 1990, al Caird Hall, Dundee. Enregistrament de CD, estèreo. Chandos CHAN 8915. Cinta de casset, estèreo. Chandos ABTD 1523. Colchester, Essex, Anglaterra: Chandos, 1991.
- Bohuslav Martinů: Simfonia núm. 1 (1942); Concert per Orquestra de Corda Doble, Piano, i Timpani (1938). Jaroslav Šaroun, piano, Václav Mazáček, timpani, Czech Philharmonic Orquestra, Jiří Bělohlávek, dtor. Enregistrat en castellà Sala, Castell de Praga, 19–22 novembre 1990. Enregistrament de CD, estèreo. Chandos CHAN 8950. Colchester, Essex, Anglaterra: Chandos, 1991.
- Bohuslav Martinů: Simfonia núms. 1 i 6 ("Fantasies symphoniques"). Orquestra de Simfonia nacional d'Ucraïna, Arthur Fagen, dtor. Enregistrat en la Sala de Concert, Empresa Radiofònica Nacional d'Ucraïna, Kiev, 24–26 juny 1995. Enregistrament de CD. Naxos 8.553348. [Hong Kong]: Naxos, 1997.
- Bohuslav Martinů: Simfonia núms. 1–6. Praga Orquestra de Simfonia Radiofònica, Vladimír Válek, dtor. Praga enregistrada, Czech Ràdio, Estudi Un, 2006. Conjunt de 3 #CD. Supraphon SU 3940. Praga: Supraphon, 2008.
- Martinů: Les 6 simfonies. Orquestra de Simfonia de la BBC, Jiří Bělohlávek. Enregistrat viu al Barbican Sala, London, 3 octubre 3 (núm. 1) i 9 octubre (núm. 2), 2009; 19 febrer (núm. 4), 19 March (núm. 5), 17 April 17 (núm. 3), i 8 maig (núm. 6), 2010. Conjunt de 3 #CD. Onyx 4061. [Londres]: Onyx Clàssics, 2011.
- Bohuslav Martinů: Concert de Violí núm. 2; Simfonia núm. 1. Lorenzo Gatto, violí, Orquestra Nacional de Bèlgica, Walter Weller, dtor. Enregistrat 27 juny–1 juliol 2011, Henry Le Bœuf Sala de Concert, Centre per Arts Bons, Brussel·les. Enregistrament de CD, estèreo. Fuga Libera FUG589. [Brussel·les]: Fuga Libera, 2012.[13]